# Монтальба, Хильда
Хильда Монтальба (англ. Hilda Montalba; 1846—1919) — британская художница и скульптор. Известна своими работами на венецианскую тематику. Отец и три её сестры также были художниками.

## Биография

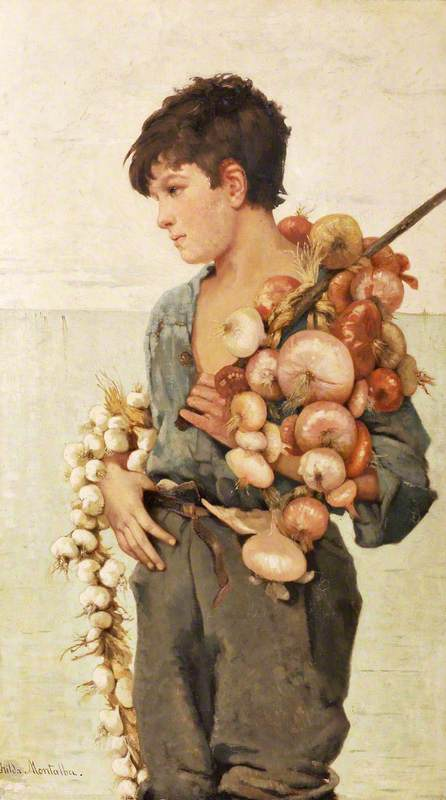
Венецианский мальчик, продавец лука, худ. Хильда Монтальба

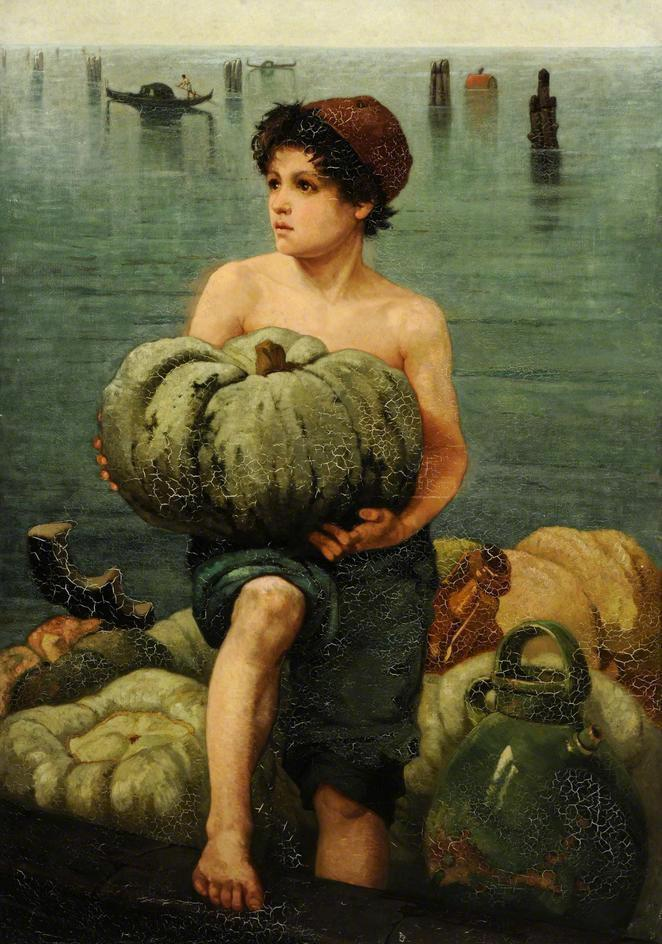
Мальчик разгружает венецианскую лодку, худ. Хильда Монтальба

Хильда Монтальба родилась в 1846 году в Англии/, имела трёх сестер. Все сёстры — сама Хильда, Клара, Эллен и Генриетта — стали известными художницами. Их отец — уроженец Швеции, художник Антони Рубенс Монтальба (Anthony Rubens Montalba), мать — Эмелин (урожденная Девис).
Сестры Монтальба принимали участие в 1870-х годах в летней художественной выставке Королевской Академии художеств. Как и её сестры, Хильда писала много пейзажей, сцен из жизни венецианцев. Хильда рисовала рыбацкие лодки, прибрежные пейзажи, людей города (Венецианский мальчик, продавец лука). Одной из её интересных картин была Мальчик разгружает венецианскую лодку, которая хранится в художественной галерее Грейвс в Шеффилде.
С 1883 по 1890 год она выставляла свои работы в галерее Гросвенор в Бонд-стрит. Среди них были скульптуры, картины с видами Венеции, такие как Венецианский туман (1890).
Хильда Монтальба скончалась в 1919 году в возрасте 73 лет.
В настоящее время картины художницы хранятся в государственных художественных галереях — Шеффилдской галерее и в Национальном фонде Великобритании.

## Список литературы
1. 1 2  Hilda Montalba // Art UK — 2003.
2. 1 2  Hilda Montalba // Art UK painters database (англ.)
3. ↑  Biography of the Montalba sisters Архивная копия от 23 июля 2018 на Wayback Machine Retrieved August 2011
4. ↑  History of Arundel Gardens Архивная копия от 9 февраля 2019 на Wayback Machine Retrieved 7 February 2010
5. ↑  At the Temple of Art: The Grosvenor Gallery, 1877—1890 By Colleen Denney Retrieved September 2011